# Sh2-183
Sh2-183 è una nebulosa a emissione visibile nella costellazione di Cassiopea.
Si individua nella parte settentrionale della costellazione, alcuni gradi a nordest della stella κ Cassiopeiae; il periodo più indicato per la sua osservazione nel cielo serale ricade fra i mesi di agosto e gennaio ed è notevolmente facilitata per osservatori posti nelle regioni dell'emisfero boreale terrestre, dove si presenta circumpolare fino alle regioni temperate calde.
Si tratta di una remota regione H II di grandi dimensioni, situata alla distanza di 7000 parsec (22820 anni luce) in una regione periferica della Via Lattea, sul Braccio di Perseo o forse ancora oltre. Studi effettuati alla lunghezza d'onda delle onde radio rivelano che la nebulosa è molto più estesa di quanto appaia in luce visibile ed è certamente oscurata da polveri e nubi situate in primo piano lungo la linea di vista; sebbene non sia nota alcuna stella ionizzatrice, si ritiene che la radiazione provenga da un ammasso aperto in cui la stella più massiccia deve essere almeno di classe spettrale O5.5. La massa dell'idrogeno ionizzato è pari ad almeno 44.000 M⊙.
Sh2-183 ha probabilmente sperimentato almeno due eventi consecutivi di formazione stellare, come si evince dalla struttura della regione di idrogeno ionizzato e dall'involucro di idrogeno neutro (H I); è possibile che la struttura ionizzata più recente si sia formata come risultato di processi generativi a catena favoriti dalla compressione all'interno della bolla di vento stellare formata dalle stelle più vecchie. A questa nebulosa sono associate otto sorgenti di radiazione infrarossa catalogate dall'IRAS, fra le quali spicca IRAS 00468+6527, coincidente con l'oggetto stellare giovane WB89 362.